# بول روبرت بينغ
بول روبرت بينغ (بالألمانية: Robert Bing)‏ (5 أيار / مايو عام 1878 في ستراسبورغ 15 آذار / مارس 1956 في بازل) هو طبيب أعصاب سويسري يُذكر عندما تُذكر علامة بينغ.

## السيرة الذاتية
روبرت بينغ ولد في ستراسبورغ، (الآن فرنسا) في عام 1878. درس الطب في جامعة بازل حتى عام 1902، وأيضا تدرب في فرانكفورت، وباريس، ولندن وبرلين. كان يعمل طبيبَ أعصاب في بازل، ليصبح محاضراً في جامعة بازل في عام 1907، وأستاذ علم الأعصاب في عام 1932. كتب كتباً عن الأعصاب ونشر العديد من الأوراق الرئيسية في مجال البحث حول (السبيل النخاعي المخيخي). كما نشر عملا عن الصداع العنقودي.[بحاجة لمصدر]

## وصلات خارجية
Paul Robert Bing على قاموس من سمى هذا؟